# Nicholas Denyer
Nicholas Denyer (* 25. Mai 1955) ist ein britischer Philosoph und Klassischer Philologe (Gräzist). 
Nach dem Besuch der Manchester Grammar School studierte Denyer Philosophie und Classics zunächst am Corpus Christi College, Oxford, dann am St John’s College, Cambridge. Danach war er Fellow und Lecturer in Philosophie am Trinity College, Cambridge, und Lecturer in Classics für antike Philosophie an der Faculty of Classics der Universität Cambridge. Nunmehr ist er an beiden Institutionen Senior Lecturer.
In seiner Monographie Language, thought and falsehood in ancient Greek philosophy untersucht Denyer das Problem der Falschheit im Denken Platons und seine Lösung in Platons Dialog Sophistes. Neben einer Vielzahl von philosophischen und philologischen Beiträgen hat Denyer zu verschiedenen Texten Platons (Apologie, Protagoras, Alkibiades) und Xenophons (Apologie) kommentierte zweisprachige Studienausgaben bei der Cambridge University Press herausgegeben. Ein weiterer Autor, mit dem Denyer sich beschäftigt, ist der griechische Philosoph Diodoros Kronos mit seinem Meisterargument.

## Schriften (Auswahl)
- The prehistory of logic. In: Luca Castagnoli, Paolo Fait (Hrsg.), The Cambridge Companion to Ancient Logic. Cambridge University Press, Cambridge 2023.
- Plato: the Apology of Socrates and Xenophon: the Apology of Socrates. (Cambridge Greek and Latin Classics). Cambridge University Press, Cambridge 2019. – Rezension von Orestis Karavas, Bryn Mawr Classical Review 2019.11.47
- The political skill of Protagoras. In: Verity Harte, Melissa Lane: Politeia in Greek and Roman philosophy. Cambridge 2013, ISBN 978-1-107-02022-1, S. 155–167.
- Plato: Protagoras. (Cambridge Greek and Latin Classics). Cambridge University Press, Cambridge 2008. – Rezension von James H. Collins II, Bryn Mawr Classical Review 2009.05.09
- The Phaedo’s final argument. In: Dominic Scott (Hrsg.), Maieusis. Essays in Ancient Philosophy in Honour of Myles Burnyeat. Oxford University Press, Oxford 2007, S. 87–96.
- Sun and line: the role of the Good. In: Giovanni R. F. Ferrari (Hrsg.), The Cambridge Companion to Plato’s Republic. Cambridge University Press, New York 2007, S. 284–309.
- Plato: Alcibiades. (Cambridge Greek and Latin Classics). Cambridge University Press, Cambridge 2001. – Rezension von Mark Joyal, Bryn Mawr Classical Review 2003.01.28
- Just war. In: Roger Teichmann (Hrsg.), Logic, Cause and Action. Essays in honour of Elizabeth Anscombe. (Philosophy, Supplement 46). Cambridge University Press, Cambridge 2000, S. 137–151.
- The Master Argument of Diodorus Cronus: A Near Miss. In: Philosophiegeschichte und Logische Analyse / Logical Analysis and History of Philosophy 2, 1999, S. 239–52.
- Language, thought and falsehood in ancient Greek philosophy. Routledge, London 1991, Nachdruck 2018.
- Stoicism and token-reflexivity. In: Jonathan Barnes, Mario Mignucci (Hrsg.), Matter and metaphysics. Bibliopolis, Neapel 1988, S. 375–396.
- The origins of justice. In: ΣΥΖΗΤΗΣΙΣ. Σtudi sull’Epicureismo Greco e Romano offerti a Marcello Gigante. Gaetano Macchiaroli Editore, Neapel 1983, Band 1, S. 133–152.